# Białogóra
Białogóra este o arie protejată (sit de importanță comunitară — SCI) din Polonia întinsă pe o suprafață de 1.132,8 ha, integral pe uscat.

## Localizare
Centrul sitului Białogóra este situat la coordonatele 54°49′03″N 17°55′28″E / 54.8176°N 17.9244°E.

## Înființare
Situl Białogóra a fost declarat sit de importanță comunitară în aprilie 2004 pentru a proteja un număr necunoscut de specii din flora spontană și fauna sălbatică aflate în arealul zonei.

## Biodiversitate
Situată în ecoregiunea continentală, aria protejată conține 10 habitate naturale: Dune mobile cu vegetație embrionară, Dune mobile de-a lungul țărmului cu Ammophila arenaria („dune albe”), Dune de coastă fixe cu vegetație erbacee („dune gri”), Dune fixe decalcificate cu Empetrum nigrum, Dune împădurite din regiunile atlantică, continentală și boreală, Depresiuni intradunale umede, Pajiști umede nord-atlantice cu Erica tetralix, Turbării active, Depresiuni pe substraturi de turbă de Rhynchosporion, Mlaștini împădurite.
La baza desemnării sitului se află un număr nedeclarat de specii protejate.